# Mukhén
Mukhén (en rus: Мухен) és un poble (un possiólok) del krai de Khabàrovsk, a l'Extrem Orient de Rússia. El 2019 tenia 3.553 habitants. Pertany al districte rural de Lazó.